# Taeniophyllum norfolkianum
Taeniophyllum norfolkianum là một loài thực vật có hoa trong họ Lan. Loài này được D.L.Jones, B.Gray & M.A.Clem. mô tả khoa học đầu tiên năm 2006.